# Waze
Waze (prononcé en anglais : /weɪz/) est une application mobile d'assistant d'aide à la conduite et d'assistance de navigation basée sur un système de positionnement par satellites couplée à une cartographie modifiable par ses utilisateurs, sur le principe de la production participative (web 2.0). L'itinéraire calculé peut se mettre à jour en temps réel grâce à certaines informations liées à l'état du trafic.
Waze est un jeu de mots anglais basé sur les noms way, qui peut se traduire, en fonction du contexte, par : « voie », « chemin » ou « manière (de faire) » et maze, signifiant « labyrinthe ».
L'application de navigation a été développée par la société israélienne Waze Mobile. La start-up a d'abord été financée par deux fonds venture israéliens Magma and Vertex et un fonds venture américain Bluerun Ventures avant d'être rachetée par la société Google en 2013.

## Historique
FreeMap Israel a été imaginé en 2006 par un chercheur israélien, Ehud Shabtai, comme une application open source combinant les informations issues des terminaux de différents utilisateurs pour localiser les radars sur les routes israéliennes et cartographier le pays. Les données doivent ensuite être validées et nommées par les utilisateurs, un système de points permettant de motiver le plus grand nombre possible de mises à jour.
En 2008, les entrepreneurs et ingénieurs Uri Levine et Ami Shinar, vétérans de l'unité 8200 (incubateur militaire de startups), fondent, aux côtés de Shabtai, l'entreprise LinqMap pour commercialiser leur projet. L'entreprise a levé 12 millions $ en 2008, puis 25 millions l'année suivante et 30 millions $ supplémentaires en 2011. LinqMap a changé de nom pour devenir Waze Mobile Ltd en 2009.
Le 11 juin 2013, Google a racheté Waze pour un montant de 966 millions de dollars. Les 100 employés de la startup ont reçu 1,2 million $ chacun lors du rachat.
La société possède des bureaux à Tel Aviv, Hong Kong en Chine, à Palo Alto et New York, aux États-Unis ainsi qu'à Paris en France.
Le mode participatif de mise à jour de cartes ressemble - pour partie - à l'amélioration continue collaborative d'OpenStreetMap mais les données restent la propriété de Google. En ce sens, la cartographie de Waze ne sera jamais terminée et est toujours améliorée.

## Identité visuelle et communication

### Logo

Ancien logo de Waze de 2009 à 2012
Ancien logo de Waze de 2012 à 2020
Logo de Waze depuis 2020

## Fonctionnement
Les utilisateurs de l'application peuvent à tout moment signaler un accident, des travaux, un danger, un embouteillage, un radar ou le prix du carburant de chaque station-service ; le système avertit alors les automobilistes devant emprunter la même route. Indépendamment de cette possibilité qui demande une action volontaire du conducteur, le système ayant connaissance de la vitesse instantanée de tous les utilisateurs connectés, détecte en temps réel, les ralentissements et vitesses moyennes par tronçon du parcours. Il propose un itinéraire plus rapide lorsque c'est possible. C'est probablement la fonction la plus recherchée par les utilisateurs de Waze, qui d'ailleurs en a fait sa devise Outsmarting Traffic Together (« Déjouons le trafic ensemble »). Waze dispose aussi d'une fonctionnalité d'avertisseur de radars mobiles, fixes et de contrôles de police très performante, profitant de sa communauté importante.
Chaque utilisateur peut mettre à jour les tracés et caractéristiques des routes, noms de lieux et adresses ainsi que signaler des routes fermées (événements, travaux...) via une application web distincte de l'application mobile. Cette fonction devrait accélérer la vitesse de mise à jour de la carte.

### Connected Citizens Program
Fin 2014, Waze lance le programme Connected Citizens (CCP), il établit un lien entre les collectivités, les entreprises du secteur public et Waze. L'entreprise leur fournit des informations en temps réel comme l'état du trafic ou les incidents rencontrés par les usagers. Les partenaires peuvent en échange partager des fermetures de route, des travaux ou des événements dans leur zone. Les communes peuvent également partager la position des camions à ordure et chasse-neige qui s'afficheront sur la carte.
L'entreprise compte parmi ses partenaires Vinci Autoroutes, les départements du Var, de l'Isère, du Loiret et de nombreuses communes dont Paris et Versailles.
À Gand (Belgique), l’application Waze participe à la bonne mise en œuvre du Plan de mobilité en date d’avril 2017. En l’espace d’un week-end, la mairie opère de grands changements dans la ville : le sens de circulation est changé dans 90 rues de la ville, 800 panneaux de signalisation sont remplacés. À la fin dudit week-end, l’application Waze est utilisée comme un outil d’information à la population référençant avec exactitude tous les changements et proposant des itinéraires actualisés.
À Lille (France), la métropole européenne de Lille (MEL) est la première administration à mettre en place un programme de partage de données avec Waze. Ce programme intervient dans le cadre d’un partenariat datant de juillet 2017 entre Opendatasoft, dont fait partie la MEL, et Waze. D’un côté, Waze fournit les informations suivantes à la MEL : les alertes des conducteurs concernant des incidents sur la voirie, les embouteillages et enfin un événement de cas de force majeure. Ce dernier point n’a pas encore été utilisé. MEL en échange doit ouvrir ses données sur la géolocalisation et les travaux de voirie.

### Waze Beacons
La navigation dans les longs tunnels est souvent interrompue du fait du manque de signal GPS. Pour pallier ce problème, Waze a conçu une balise Bluetooth à positionner dans les tunnels qui envoient aux smartphones ayant activé les connexions Bluetooth leur position. Il faut disposer 25 balises par kilomètre de tunnel, à 28,50 $ pièce, coût à la charge des collectivités participant à l'opération. L'entreprise ne tire aucun profit de la vente de ces balises, et d'autres applications de navigation peuvent les utiliser. Cela permet ainsi à Waze de récolter des informations à l'intérieur des tunnels, de poursuivre le guidage et de continuer à récolter des signalements d'utilisateurs (en cas de bouchons, travaux par exemple).
Le tunnel de Nanterre-La Défense est le premier à avoir reçu cette technologie en France, et compte 400 beacons pour ses 16 km de voies souterraines. 30 000 € ont été investis dans ce projet par l'État et la Région Île-de-France.

## Communauté
L'application n'a été lancée qu'en 2010 hors d'Israël et le nombre de ses utilisateurs a rapidement augmenté entre 2010 à 2013.
Évolution du nombre d'utilisateurs de Waze dans le monde (en millions) :
Le graphique qui aurait dû être présenté ici ne peut pas être affiché car il utilise l'ancienne extension Graph, désactivée pour des questions de sécurité. Des indications pour créer un nouveau graphique avec la nouvelle extension Chart sont disponibles ici.

Octobre 2011: 7 millions (dont 600 000 en France), 
Juillet 2012: 20 millions (dont un million en France), 
Octobre 2012: 28 millions, 
Novembre 2012: 30 millions, 
Décembre 2012: 34 millions (dont deux millions en France), 
Février 2013: 40 millions (dont 2,5 millions en France), 
Avril 2013: 44 millions, 
Mai 2013: 49 millions (dont 2,7 millions en France), 
Juin 2013: 51 millions, 
Novembre 2013: 60 millions, 
Août 2014: 70 millions, 
Avril 2018: +100 millions (dont neuf millions en France),,
Décembre 2019: +130 millions,Novembre 2021: +140 millions
 Points
Waze récompense ses utilisateurs avec des points. Il y a même un classement voici le tableau des points possibles.
| Activité                                        | Points          | Déclencheur          |
| ----------------------------------------------- | --------------- | -------------------- |
| Signaler un événement sur la route              | 6               | par signalement      |
| Mettre à jour des tarifs de carburants          | 8               | par mise à jour      |
| Commenter des signalements                      | 3               | par commentaire      |
| Editer la Carte                                 | 3               | par édition          |
| Photographier un Lieu                           | 6               | par photo            |
| Mettre à jour un lieu                           | 3               | par détail ajouté    |
| Résoudre une demande de mise à jour de la Carte | 3               | par demande résolue  |
| Ajouter des noms de rues                        | 3               | par nom ajouté       |
| Ajouter des numéros aux rues                    | 1               | par segment de route |
| Poster des messages sur le Forum                | 2               | tous les 3 posts     |
| Bonus sur la route                              | Valeur du bonus | par bonus mangé      |
| Conduire avec Waze                              | 3,4             | par km parcouru      |
| Manger des cookies                              | 10              | par km mangé         |
| Créer une nouvelle route                        | 40              | par km créé          |

## Données cartographiées
Au 31 décembre 2012, Waze proposait une cartographie à divers stades d'avancement dans 110 pays, dont la France (y compris la France d'outre-mer), la Belgique et la Suisse.
La cartographie disponible sur Waze est participative. Le maillage des routes provient des traces GPS des utilisateurs de l'application. Dans certains pays, Waze a acquis une basemap auprès de sources officielles afin d'accélérer le développement de la communauté. Les utilisateurs peuvent modifier la carte (sens de circulation, nouvelles rues, etc.) afin de l'améliorer ou de suivre l'évolution du réseau routier. Ces modifications se font via l'utilisation d'un éditeur en ligne nommé Waze Map Editor. Les règles d'édition se font selon des règles de base indiquées par l'équipe de Waze, mais la majorité des décisions sont prises de manière communautaire via les forums de discussion. Les résultats sont ensuite publiés sous forme de Wiki.
Fin 2012, la communauté Waze comptait 65 000 éditeurs de cartes ayant effectué un total de 500 millions de modifications et ajouts sur la carte.
À partir d'avril 2018, Waze devient la première application mobile de navigation GPS intégrant les informations de Zone à trafic limité et de Zone à faibles émissions, notamment Crit'air en France, permettant ainsi de calculer des itinéraires qui évitent ces zones en fonction de critères propres au véhicule utilisé, préalablement renseigné dans l'application mobile,.
En 2020, Waze signale la présence des passages à niveau français, pour aider les usagers à ne pas avoir d'accident en ces points singuliers.
Depuis septembre 2020, il est également possible d'envoyer sur un mobile un itinéraire préparé en amont sur le site web de Waze.

## Compatibilité des systèmes d'exploitation
Waze était initialement disponible sur différents terminaux mobiles : iPhone, Android, Windows Phone, Symbian et BlackBerry.

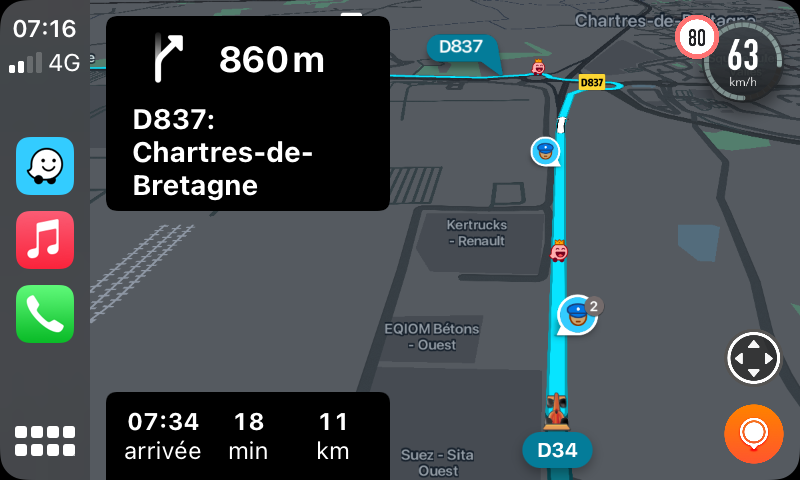
Utilisation de Waze via Apple CarPlay

Aujourd'hui, seules les versions iOS et Android sont mises à jour. Les derniers smartphones Huawei, privés des services Google, n'ont plus accès à l'application. Waze est compatible avec les systèmes embarqués CarPlay et Android Auto et permet aux automobilistes ayant un autoradio compatible d'utiliser Waze. Ces versions ne disposent pas de toutes les fonctionnalités de l'application, comme les signalements de problèmes de carte ou les fonctions sociales.
Plus le nombre d'utilisateurs est élevé, plus le nombre d’événements signalés sur les routes augmente et plus la navigation sera précise et efficace.

## Concurrence
Les principaux concurrents de Waze sont Maps.me, TomTom live, Apple Plans, Google Maps(Waze appartient à Google), OsmAnd, V-Traffic, Here, Coyote, Wikango, Inforad, Michelin Navigation (Via Michelin) (France et Europe).
En France, les utilisateurs de ces systèmes de construction d'itinéraires devront être incités par Waze, Plans et Google Maps à adopter des réflexes écologiques.

## Inconvénients
Les applications comme Waze peuvent générer un trafic de raccourci, en conduisant les conducteurs de véhicules sur des routes situées dans des quartiers résidentiels et non prévues pour accueillir un trafic important.
La principale difficulté vient du trafic de poids lourds qui n'est pas prévu sur les petites routes secondaires et leur orientation possible vers des voies d'accès non prévues pour supporter leur tonnage.
À Toulouse, Google reconnaît que l'algorithme de son application Waze oriente les conducteurs sur des routes qui ne sont pas prévues à cet effet, mais estime que c'est aux pouvoirs publics de faire face à la situation. Les pouvoirs publics de Toulouse, en réponse, cherchent à complexifier la circulation en centre-ville et à développer les coussins berlinois pour protéger les résidents, ce qui a conduit 60 % des rues à se trouver en zone 30.

## Récompenses
- Webby Awards 2013 : meilleur produit connecté (Best Connected Product)[54]
- GSMA Mobile Awards 2013 : prix du jury de la meilleure application mobile[55]